# 김정관 (펜싱 선수)
김정관(金正觀, 1970년 3월 1일 ~ )은 대한민국의 펜싱 선수, 지도자로 주 종목은 에페이다. 1992년 하계 올림픽에 참가했고, 2002년 아시안 게임에서 단체전 동메달을 획득했다. 은퇴 후에는 지도자가 되어 현재 경남대학교 펜싱부 감독을 맡고 있다.